# Luciano Susanj
Luciano Susanj (Croacia, en el año de su nacimiento, parte de Yugoslavia, 10 de noviembre de 1948-14 de abril de 2024) fue un atleta croata y yugoslavo especializado en la prueba de 800 m, en la que consiguió ser campeón europeo en 1974.

## Carrera deportiva
En el Campeonato Europeo de Atletismo de 1974 ganó la medalla de oro en los 800 metros, con un tiempo de 1:44.07 segundos que fue récord de los campeonatos, llegando a meta por delante del británico Steve Ovett (plata con 1:45.77 s) y del finlandés Markku Taskinen (bronce).
Ese mismo año también ganó el oro en los 800 metros, en el Campeonato Europeo de Atletismo en Pista Cubierta de 1974, con un tiempo de 1:48.7 segundos, por delante del húngaro András Zsinka y del checoslovaco Jozef Plachý.